# Walter Meeuws
Walter Meeuws (ur. 11 lipca 1951 w Gierle) – belgijski piłkarz grający na pozycji środkowego obrońcy. Karierę zakończył po sezonie 1987.

## Kariera klubowa
Karierę piłkarską Meeuws rozpoczął w klubie KRC Mechelen i w 1970 roku zadebiutował w jego barwach w belgijskiej pierwszej lidze. W drużynie tej grał jednak tylko przez dwa sezony i już w 1972 roku przeszedł do pochodzącego z Antwerpii K. Beerschot V.A.C. Piłkarzem Beerschotu był przez 6 lat, a w 1978 roku ponownie zmienił barwy klubowe. Tym razem został zawodnikiem Club Brugge, gdzie tworzył linię obrony z takimi zawodnikami jak Georges Leekens, Jos Volders czy Węgier László Bálint. Największy sukces z drużyną z Brugii osiągnął w 1980 roku, gdy sięgnął po swoje pierwsze w karierze mistrzostwo Belgii. W barwach Brugge rozegrał 90 meczów i zdobył 16 bramek.
W 1981 roku Meeuws opuścił Brugge i podpisał kontrakt z zespołem Standardu Liège, ówczesnym zdobywcą Pucharu Belgii, w którym grał w środku obrony wraz z jednym z najlepszych obrońców w kraju, Erikiem Geretsem. W zespole prowadzonym przez trenera Raymonda Goethalsa był podstawowym zawodnikiem i już w sezonie 1981/1982 wywalczył swój drugi tytuł mistrzowski. Natomiast w 1983 roku przyczynił się do obrony mistrzostwa przez Standard. Przez trzy lata gry w klubie z Liège wystąpił w 88 ligowych meczach, w których strzelił 6 goli.
W 1984 roku Meeuws przeszedł do holenderskiego Ajaksu Amsterdam. Tam jednak był tylko rezerwowym i rozegrał zaledwie 11 spotkań w Eredivisie, a Ajax został mistrzem Holandii. W 1985 roku Belg powrócił do ojczyzny i stał się obrońcą KV Mechelen. W 1987 roku zdobył z nim Puchar Belgii, a po sezonie zdecydował się zakończyć piłkarską karierę.
| Sezon   | Klub                | Kraj     | Rozgrywki     | Mecze | Bramki |
| ------- | ------------------- | -------- | ------------- | ----- | ------ |
| 1970/71 | KRC Mechelen        | Belgia   | Eerste Klasse | ?     | ?      |
| 1971/72 | KRC Mechelen        | Belgia   | Eerste Klasse | ?     | ?      |
| 1972/73 | K. Beerschot V.A.C. | Belgia   | Eerste Klasse | ?     | ?      |
| 1973/74 | K. Beerschot V.A.C. | Belgia   | Eerste Klasse | ?     | ?      |
| 1974/75 | K. Beerschot V.A.C. | Belgia   | Eerste Klasse | 35    | 4      |
| 1975/76 | K. Beerschot V.A.C. | Belgia   | Eerste Klasse | ?     | ?      |
| 1976/77 | K. Beerschot V.A.C. | Belgia   | Eerste Klasse | ?     | ?      |
| 1977/78 | K. Beerschot V.A.C. | Belgia   | Eerste Klasse | ?     | ?      |
| 1978/79 | Club Brugge         | Belgia   | Eerste Klasse | 31    | 1      |
| 1979/80 | Club Brugge         | Belgia   | Eerste Klasse | 31    | 7      |
| 1980/81 | Club Brugge         | Belgia   | Eerste Klasse | 28    | 8      |
| 1981/82 | Standard Liège      | Belgia   | Eerste Klasse | 31    | 4      |
| 1982/83 | Standard Liège      | Belgia   | Eerste Klasse | 34    | 2      |
| 1983/84 | Standard Liège      | Belgia   | Eerste Klasse | 23    | 0      |
| 1984/85 | AFC Ajax            | Holandia | Eredivisie    | 11    | 0      |
| 1985/86 | KV Mechelen         | Belgia   | Eerste Klasse | 23    | 2      |
| 1986/87 | KV Mechelen         | Belgia   | Eerste Klasse | 7     | 0      |

## Kariera reprezentacyjna
W reprezentacji Belgii Meeuws zadebiutował 26 stycznia 1977 roku w przegranym 1:2 towarzyskim spotkaniu z Włochami. W 1980 roku został powołany przez selekcjonera Guya Thysa do kadry na Euro 80. Tam był podstawowym zawodnikiem Belgii i wystąpił we wszystkich czterech spotkaniach: z Anglią (1:1), z Hiszpanią (2:1), z Włochami (0:0) i w finale z RFN (1:2). Z kolei w 1986 roku znalazł się w kadrze Thysa na mistrzostwa świata w Hiszpanii. Także na tym turnieju Walter zaliczył cztery spotkania: z Salwadorem (1:0), z Węgrami (1:1), z Polską (0:3) i ze Związkiem Radzieckim (0:1). Karierę reprezentacyjną zakończył w 1984 roku, a łącznie w kadrze narodowej rozegrał 46 meczów.

## Kariera trenerska
Po zakończeniu kariery piłkarskiej Meeuws został trenerem. W latach 1987–1988 został trenerem Lierse SK. W 1989 roku został mianowany selekcjonerem reprezentacji Belgii. 26 maja 1990 roku został zastąpiony przez Guya Thysa i nie zdołał poprowadzić reprezentacji narodowej na Mistrzostwach Świata we Włoszech. W 1991 roku został zatrudniony jako trener Royal Antwerp FC, a w 1992 roku zdobył z tym klubem Puchar Belgii. W latach 1993–1994 szkolił piłkarzy KAA Gent, a następnie w latach 1999–2001 ponownie był trenerem Lierse. W sezonie 2002/2003 był trenerem marokańskiej Rai Casablanca, a potem krótko prowadził katarski Al-Ittihad. W latach 2006–2007 pracował w KSK Beveren.